# Cerro Pietrobelli
Le cerro Pietrobelli est un sommet situé à la frontière entre l'Argentine et le Chili. Son altitude est de 2 950 mètres,, selon les sources.
Le cerro Pietrobelli s'élève à l'ouest du glacier Perito Moreno, situé en territoire argentin. Il a été nommé en l'honneur de Francisco Pietrobelli (es) (1858-1916), explorateur italien, considéré comme le fondateur des villes de Sarmiento et Comodoro Rivadavia.